# Klassiker (musikalbum)
Klassiker är ett samlingsalbum av Peter LeMarc från 2009.

## Låtlista
1. Vägen (låter oss längta)
2. Håll om mej!
3. Vänta dej mirakel!
4. Jag ska gå hel ur det här
5. Det finns inga mirakel
6. Sång för april
7. Välkommen hem!
8. Mellan månen och mitt fönster
9. Mellan dej och mej
10. Vaggsång kl. 4
11. Ett troget hjärta
12. Little Willie John
13. Drivved
14. Sången dom spelar när filmen är slut
15. Ett av dom sätt
16. Tootoolah
17. Det finns inget bättre
18. Tidvatten
19. Evelina
20. Ända till september
21. Senast jag såg änglarna
22. Fyra steg i det blå
23. Tess
24. Starkare än ord
25. Jag försöker lära mej att älska dej
26. Du och jag mot världen
27. Nio broars väg
28. Det som håller oss vid liv
29. Skönt att finnas till
30. Så långt mina armar räcker
31. Älskad från första stund
32. Så gott att må gott igen
33. I mitt andra liv
34. Kärlek i tystnadens tid

## Medverkande
- Peter Lemarc - (sångare, kompositör)

## Listplaceringar
| Lista (2009) | Topplacering |
| ------------ | ------------ |
| Sverige      | 4            |